# Aitejauratj
Aitejauratj är varandra näraliggande sjöar i Jokkmokks kommun i Lappland som ingår i Luleälvens huvudavrinningsområde.
- Aitejauratj (Jokkmokks socken, Lappland), sjö i Jokkmokks kommun, 66°43′58″N 20°05′22″Ö / 66.7328°N 20.0894°Ö
- Aitejauratj, Lappland, sjö i Jokkmokks kommun, 66°44′02″N 20°05′03″Ö / 66.7338°N 20.0843°Ö (7,78 ha)